# Grand River Township (comté de Cass, Missouri)
Grand River Township est un township du comté de Cass dans le Missouri, aux États-Unis,. Le township est baptisé en référence à la rivière du même nom (en).

## Source de la traduction
- (en) Cet article est partiellement ou en totalité issu de l’article de Wikipédia en anglais intitulé « Grand River Township, Cass County, Missouri » (voir la liste des auteurs).